# Hubert R. Harmon

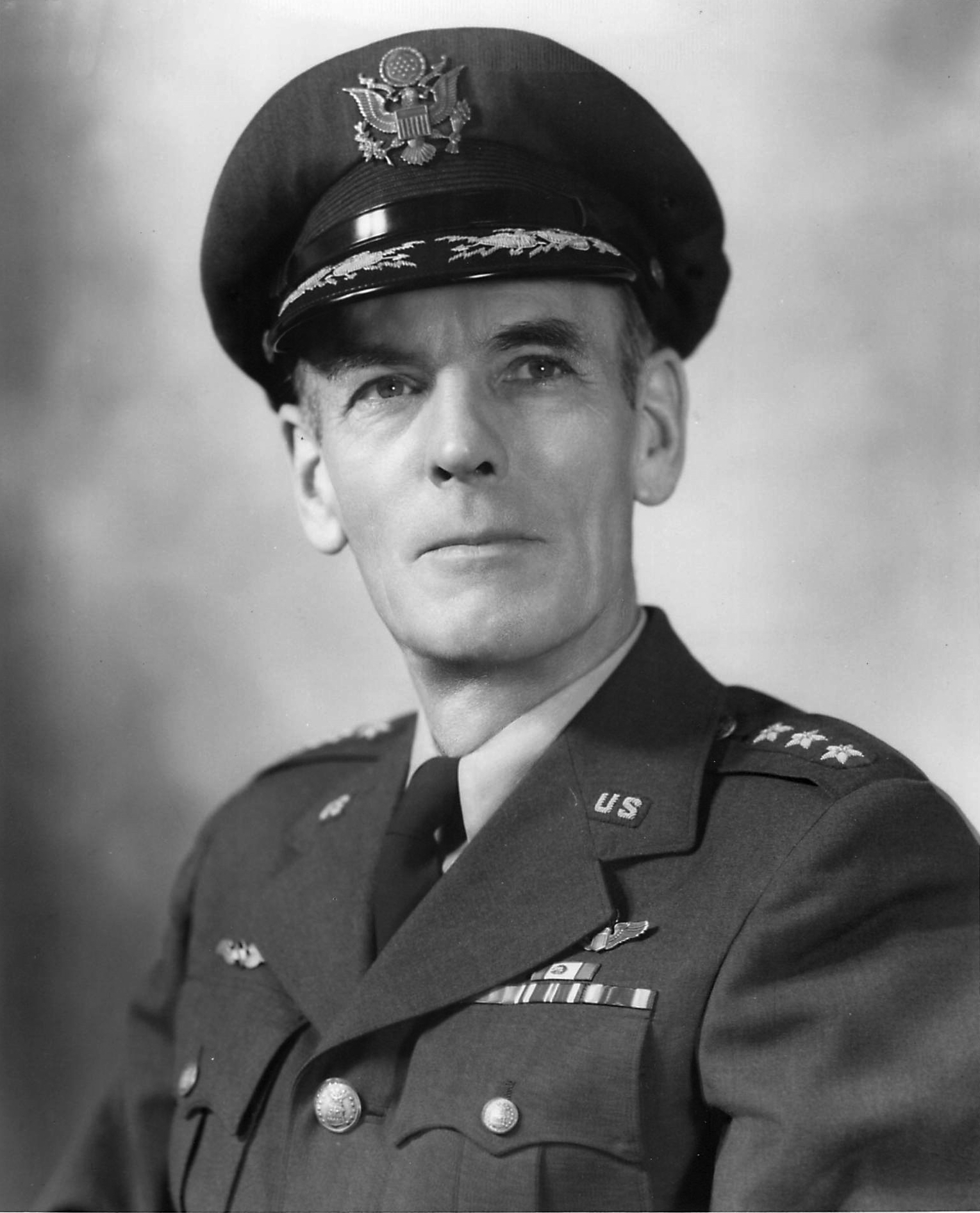
Hubert R. Harmon

Hubert Reilly Harmon (* 3. April 1892 in Chester, Pennsylvania; † 22. Februar 1957 auf der Lackland Air Force Base, Bexar County, Texas) war ein Generalleutnant der United States Air Force. Er war unter anderem erster Kommandeur (Superintendent) der United States Air Force Academy in Colorado Springs in Colorado.

## Leben
Hubert Harmon war ein Sohn von Millard Fillmore Harmon Sr. (1856–1922) und dessen Frau Madelin Kendig (1858–1947). Der Vater war Oberst der United States Army und unter anderem Führungsoffizier der Kadetten an der Pennsylvania Military Academy. Seine beiden Brüder Kenneth und Michael Harmon waren, wie der Vater, Absolventen der United States Military Academy in West Point im Bundesstaat New York. Seine Brüder dienten beide als Offiziere im Zweiten Weltkrieg, wobei Michael im Pazifischen Raum eingesetzt war und dort ums Leben kam.
In den Jahren 1911 bis 1915 durchlief auch Hubert die United States Military Academy in West Point. Damit war er ein Klassenkamerad von Dwight D. Eisenhower. Nach seiner Graduation wurde er als Leutnant der Küstenartillerie zugeteilt. In der Armee, bzw. ab 1947 in der Air Force, durchlief er anschließend alle Offiziersränge vom Leutnant bis zum Drei-Sterne-General. Bereits nach einem Jahr wechselte er von der Küstenartillerie zur Aviation Section, U.S. Signal Corps, wo er zum Piloten ausgebildet wurde. Das Aviation Section, U.S. Signal Corps erhielt in den folgenden Jahren mehrfach andere Namen und wurde 1918 zum United States Army Air Service und 1926 zum United States Army Air Corps. Alle Organisationen sind Vorläufer der 1947 gegründeten United States Air Force.
Nach seiner Ausbildung zum Piloten wurde Harmon im September 1918 nach Frankreich versetzt, wo er als Pilot an der Endphase des Ersten Weltkriegs teilnahm. Nach dem Krieg blieb Harmon bei den Luftstreitkräften des Heeres. Er absolvierte verschiedene Kurse und Schulungen. Dazu gehörte auch die Air Service Engineering School auf dem McCook Field, der heutigen Wright-Patterson Air Force Base in Ohio. In den 1920er Jahren war er auch zwei Mal Stabsoffizier im Weißen Haus. Zwischen März 1927 und Mai 1929 war er Militärattaché für Luftfahrt in London.
Daran schloss sich eine Rückkehr zur Militärakademie in West Point an, wo Harmon als Ausbilder tätig wurde. Zwischen August 1932 und Juni 1933 absolvierte er die Air Corps Tactical School auf dem Maxwell Air Field in Alabama. Während der folgenden zwei Jahre studierte er am Command and General Staff College in Fort Leavenworth in Kansas. Danach wurde er Stabsoffizier beim 1. Geschwader (First Wing). Zwischen August 1936 und Juni 1937 kommandierte er die 19. Bombergruppe (19th Bombardment Group). Daran schloss sich sein Studium am Army War College an, das er im Juni 1938 erfolgreich beendete.
Als Nächstes wurde er zum Kriegsministerium der Vereinigten Staaten versetzt. Dort gehörte er bis zum Juni 1940 dessen Stabsabteilung für Personal (G1) an. In der Folge wurde er zum Leiter der Air Corps Advanced Flying School bestimmt. Gleichzeitig kommandierte er das Kelly Field in Texas, aus dem die heutige Lackland Air Force Base hervorging. Diese Aufgaben nahm er bis zum September 1941 wahr. Sein nächster Auftrag führte ihn zum Randolph Field in Texas, der heutigen Randolph Air Force Base. Dort kommandierte er zwischen September 1940 und November 1942 mit einer kurzen Unterbrechung das Gulf Coast Air Corps Training Center. Während der kurzen Unterbrechung dieses Kommandos im Oktober und November 1941 war er Stabschef dieses Trainingcenters. In seine Zeit als Kommandeur dieser Ausbildungsstätte fiel am 7. Dezember 1941 der amerikanische Eintritt in den Zweiten Weltkrieg.
Hubert Harmons nächster Auftrag führte ihn nach Panama, wo er zwischen November 1942 und November 1943 die 6. Luftflotte (Sixth Air Force) kommandierte. Danach wurde er auf dem pazifischen Kriegsschauplatz eingesetzt. Er war zunächst bis März 1944 stellvertretender Kommandeur der Luftstreitkräfte des Heeres im Südpazifik (Deputy Commander Aircraft South Pacific Forces) und dann Kommandeur der 13. Luftflotte, die auf Guadalcanal stationiert war. Dieses Kommando bekleidete er bis zum Juni 1944. Zwischenzeitlich kommandierte er auch die amerikanischen Luftstreitkräfte der Armee auf den Salomonen.
Zwischen Juni 1944 und Februar 1945 befehligte Harmon das Personnel Distribution Command. Danach gehörte er bis zum Juni 1945 der Personalabteilung im Hauptquartier der United States Army Air Forces an. In der Folge kommandierte er bis zum Dezember 1945 erneut das Personnel Distribution Command. Anschließend kehrte er nach Panama zurück, wo er zwischen Januar und Juli 1946 erneut die 6. Luftflotte kommandierte. Diese wurde dann in Caribbean Air Command umbenannt und Harmon behielt bis zum Oktober 1947 auch über diese neue Organisation das Kommando. Im September 1947 wurde er in die neugegründete United States Air Force übernommen.
Zwischen Oktober 1947 und Juni 1953 war Hubert Harmon Vertreter der US Air Force beim Militärkomitee der UNO (Air Force Representative on Military Staff Committee, United Nations). Seit Mai 1948 war er zudem auch amerikanischer Delegierter beim inneramerikanischen Verteidigungsrat (Inter-American Defense Board). Darüber hinaus war er seit Dezember 1949 Stabsmitglied im Hauptquartier der Luftwaffe, wobei er insbesondere mit der Gründung einer Militärakademie für die Luftwaffe befasst war. Im Juni 1953 schied er vorübergehend aus dem aktiven Militärdienst aus.
Nur wenige Monate später, im November 1953, wurde er aus dem Ruhestand zurückgerufen und erneut im Hauptquartier der Air Force mit der Gründung der Luftwaffenakademie betraut. Damals wurde unter anderem mit Colorado Springs der Standort der United States Air Force Academy festgelegt. Harmon sorgte auch für die gesetzlichen Rahmenbedingungen und sicherte die Finanzierung der Akademie. Nach ihrer Gründung wurde Harmon in Anerkennung seiner Verdienste um diese Luftwaffenakademie deren erster Leiter (Superintendent). Dieses Amt übte er zwischen dem 27. Juli 1954 und dem 28. Juli 1956 aus, als er von James E. Briggs abgelöst wurde. Anschließend ging er endgültig in Pension.
Der mit Rosa-Maye Kendrick (1897–1979) verheiratete Offizier starb am 22. Februar 1957 auf der Lackland AFB in Texas. Seine Urne wurde auf dem Friedhof der Air Force Academy in Colorado Springs beigesetzt. Im Jahr 1959 erhielt das Verwaltungsgebäude der Akademie zu seinen Ehren den Namen Harmon Hall. Im April 2004 erklärte ihn der damalige Secretary of the Air Force, James G. Roche, zum Vater der Luftwaffenakademie (The Father of the Air Force Academy).

## Daten der Beförderungen
| Abzeichen | Rang               | Jahr               |
| --------- | ------------------ | ------------------ |
|           | Second Lieutenant  | 12. Juni 1915      |
|           | First Lieutenant   | 1. Juli 1916       |
|           | Captain            | 15. Mai 1917       |
|           | Major              | 17. Juni 1918      |
|           | Lieutenant Colonel | 1. Oktober 1936    |
|           | Colonel            | 1. März 1940       |
|           | Brigadier General  | 30. September 1941 |
|           | Major General      | 16. Februar 1942   |
|           | Lieutenant General | 19. Februar 1948   |

## Orden und Auszeichnungen
Hubert Harmon erhielt im Lauf seiner militärischen Laufbahn unter anderem folgende Auszeichnungen:
- Army Distinguished Service Medal
- Legion of Merit
- Distinguished Flying Cross
- Air Medal
- World War I Victory Medal
- Army of Occupation of Germany Medal
- American Defense Service Medal
- American Campaign Medal
- Asiatic-Pacific Campaign Medal
- World War II Victory Medal
- National Defense Service Medal